# Adelchi Galloni
Adelchi Galloni (Varese Ligure, 7 settembre 1936) è un illustratore italiano.

## Biografia
Terminati gli studi, approda all'Accademia di Brera dove si dedica alla realizzazione di short pubblicitari e di mediometraggi per lo spettacolo, con cui ottiene diversi premi, tra cui la Palma d'oro al Festival di Cannes. 
Nell'ambito pubblicitario, si occupa di molte campagne stampa per clienti come Fiat, Alitalia, Knorr, Tages-Anzeiger, Chesterfield, Shell, Barilla, Champion; negli anni '80 inizia la produzione editoriale che lo vedrà autore di libri per bambini e ragazzi, ma anche illustratore per riviste e newsmagazine (Corriere della Sera, Grazia, Donna Moderna, Anna).
Negli anni '90 Galloni insegna presso la Scuola Internazionale dell'Illustrazione a Venezia, l'Istituto Europeo di Design a Milano e dal 2008 è docente presso l'Accademia di belle arti di Bologna; è characters creator e direttore degli sfondi per i film Johan Padan a la descoverta de le Americhe e Putiferio va alla guerra; nel campo delle arti tradizionali realizza numerose esposizioni in gallerie e spazi pubblici in Italia e in Europa.

## Opere principali
- Le straordinarie avventure di Baciccia nell'Africa misteriosa, testi di Ermanno Libenzi, Mondadori, 1973
- Robin dei pirati, testi di Ermanno Libenzi, Mondadori, 1973
- Baciccia nel Far West, testi di Ermanno Libenzi, Mondadori, 1974
- E vissero felici e contenti, testi di Giuliana Poggiani, Mondadori, 1974
- La tigre a scacchi, Mondadori, 1975
- I viaggi di Gulliver, testi di Leone Bosi, Mondadori, 1976
- Il giro del mondo in 80 giorni, testi di Leone Bosi, Mondadori, 1976
- Il barone di Münchausen, testi di Leone Bosi, Mondadori, 1978
- Inghilterra, testi di Enzo Biagi, Rizzoli, 1980
- C'era tre volte, testi di Francesco Saba Sardi, Mondadori, 1986
- ''Clorofilla dal cielo blu'', testi di Bianca Pitzorno, Mondadori, 1988
- Tranquilla Piepesante, testi di Michael Ende, Mondadori, 1988
- Ofelia e il teatro delle ombre, testi di Michael Ende, Mondadori, 1992
- Com'è nata la balena e altre storie, testi di Ted Hughes, Mondadori, 1992
- Il flauto e il tamburo, testi di Chinua Achebe, Mondadori, 1995
- Fiabe e favole, testi di Michael Ende, Mondadori, 1997
- Il sultano di Luxor, testi di Francesca Lazzarato, Mondadori, 1998
- Norberto Nucagrossa, testi di Michael Ende, Mondadori, 1999
- Basta col cianuro, testi di Giorgio Scerbanenco, Cartacanta, 2000
- Cro-gnon, testi di Maria Vago, Mondadori, 2003

## Riconoscimenti
- 1965 Palma d'Oro al Festival di Cannes (carosello "Comitato Cotone")
- 1969 Medaglia d'argento al New York. International Festival of New York (Film & TV Saloon).
- 1975 Palma d'argento al Festival dell'umorismo di Bordighera.
- 1987 Premio Andersen. Sestri Levante. Baia delle Favole.
- 1993 Premio Speciale Associazione Illustratori.